# Rózsafüzér Királynője-bazilika
A Rózsafüzér Királynője-bazilika (olaszul: Pontificio Santuario della Beata Vergine del Santo Rosario di Pompei római katolikus székesegyház, Mária-szentély és kisebb bazilika (basilica minor) Bartolo Longo megbízásából, az olaszországi Pompeiben épült, s a Pompei Területi Prelatúra székhelye.

## Története
Bartolo Longo 1873 októberében megkezdte egy romos templom helyreállítását, és ünnepséget hirdetett Rózsafüzér királynője tiszteletére. 1875-ben Longo megszerezte a Rózsafüzér Királynéja festményt egy nápolyi kolostortól, és pénzt gyűjtött a kép helyreállítására, hogy a templomban helyezzék el. Csodákról kezdtek beszámolni, és a zarándokok tömegesen özönlöttek a templomba. A környék háromszáz lakosa fejenként havi egy scudót ajánlott a munkáért. Bartolo Longót Giuseppe Formisano, Nola püspöke bizta meg, hogy kezdje meg egy nagyobb templom építését – az alapkövet 1876. május 8-án helyezték le. A templomot 1891. május 7-én szentelte fel Raffaele Monaco La Valletta bíboros, XIII. Leó pápa képviseletében.
XVI. Benedek pápa 2008. október 19-én adta át hatodik Arany Rózsáját a kegyhelynek.

## Rózsafüzér Szűzanya

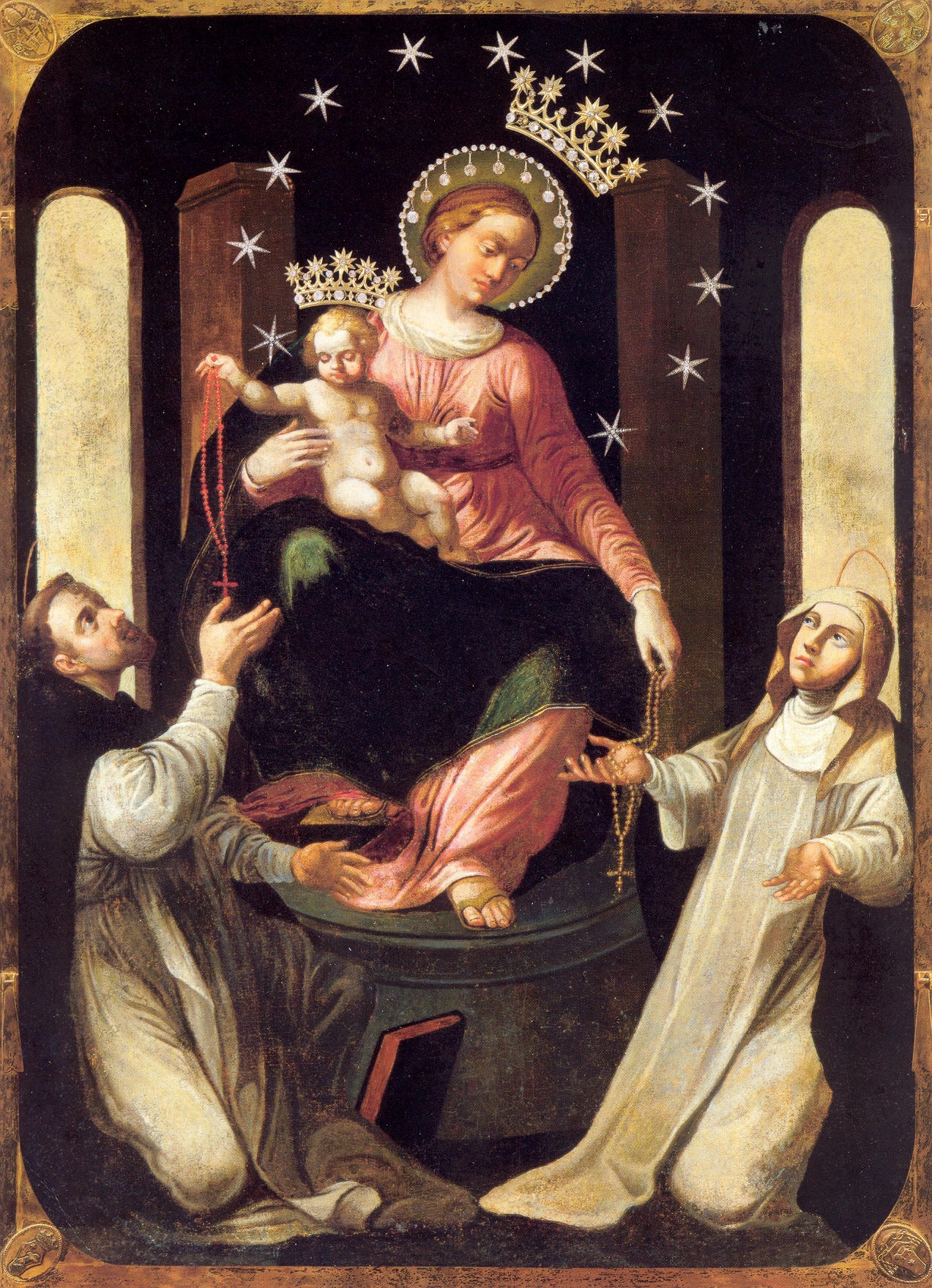
A Pompeiben tisztelt Rózsafüzér Királynője festménye

A főoltáron a „Rózsafüzér Királynéja” festményt, aranyozott bronz kerettel mutatják be a zarándokoknak. Az oltárkép Szűz Máriát és a Gyermek Jézust ábrázolja, amint rózsafüzért ajándékoznak Szent Domonkosnak és Sziénai Szent Katalinnak. Eredetileg Alberto Radente domonkos  pap vásárolta meg nyolc karlinóért Nápolyban, 1875. november 13-án felajánlották Bartolo Longo Pompeiben épített templomába.
Egy amatőr festő kísérletet tett a kép restaurálására, és 1876. február 13-án, az ottani Rózsafüzér Konfraternitás alapításának napján helyezték el a templomban. 1880-ban a híres olasz festő, Federico Madlarelli felajánlotta a kép restaurálását. 1965-ben vatikáni művészek ismét restaurálták.
Bartolo Longo 1879 júliusában komponálta a „Petíció novenáját”, saját maga tesztelte, miközben tífuszban szenvedett. A szöveget a Rózsafüzér Királynéja csodálatos portréjának napi látomása ihlette, amelynek először Pompeiben ajánlották a Novenát.
A teljes ima a rózsafüzér legalább három tizede (három szent misztériuma) napi elmondásából áll, amelyet a Novena követ. Összesen 54 napot vesz igénybe, megszakítás nélkül.
1965. április 23-án a festményt személyesen áldotta meg VI. Pál pápa.

## Leírása
Az eredeti, 1876 és 1891 között emelt épület, amelyet Antonio Cua tervezett, latin kereszt tervet követett. Alapterülete mindössze 420 négyzetméteres. A homlokzat kialakítása, Giovanni Rispoli munkája, 1893. május 15-én kezdődött meg, s a Rózsafüzér Királynéja 18 tonnás, 3,25 m magas szobrában csúcsosodik ki. amelyet Gaetano Chiaromonte egyetlen carrarai márványtömbből faragott ki, alatta a „PAX” (béke) szó és az „MCMI” (1901) évszám látható.
A növekvő számú zarándok befogadására a szentélyt 1934 és 1939 között egyről három folyosósra bővítették, megtartva latin kereszt formáját. A projektet Antonio Anastasio Rossi prelátus rendelte meg, és Monsignor Spirito Maria Chiapetta építész-pap tervezte. Minden új folyosó mindkét oldalán három mellékoltár található. Az új épület a maga 2000 négyzetméterével maximum 6000 fő befogadására alkalmas. 
A 80 m magas, 1912 és 1925 között épült harangtornyot Aristide Leonori tervezte, testvére, Pio Leonori segítségével.

## Fordítás
- Ez a szócikk részben vagy egészben  a   Shrine of the Virgin of the Rosary of Pompei című angol Wikipédia-szócikk ezen változatának fordításán alapul.  Az eredeti cikk szerkesztőit annak laptörténete sorolja fel. Ez a jelzés csupán a megfogalmazás eredetét és a szerzői jogokat jelzi, nem szolgál a cikkben szereplő információk forrásmegjelöléseként.

### Bibliográfia
- Cruz, Joan Carroll. Relics. Huntington, Ind.: Our Sunday Visitor, 88. o. (1984). ISBN 978-0-87973-701-6
- The Huge Enlargement with R.C. Structure of the Shrine of Pompeii in Italy (1933-1939): A Technological, Architectonic and Cultural Challenge, IABSE Symposium, Venice 2010: Large Structures and Infrastructures for Environmentally Constrained and Urbanised Areas, 802–809. o.. DOI: 10.2749/222137810796063896 (2010). ISBN 978-3-85748-122-2